# Wojna o myślnik

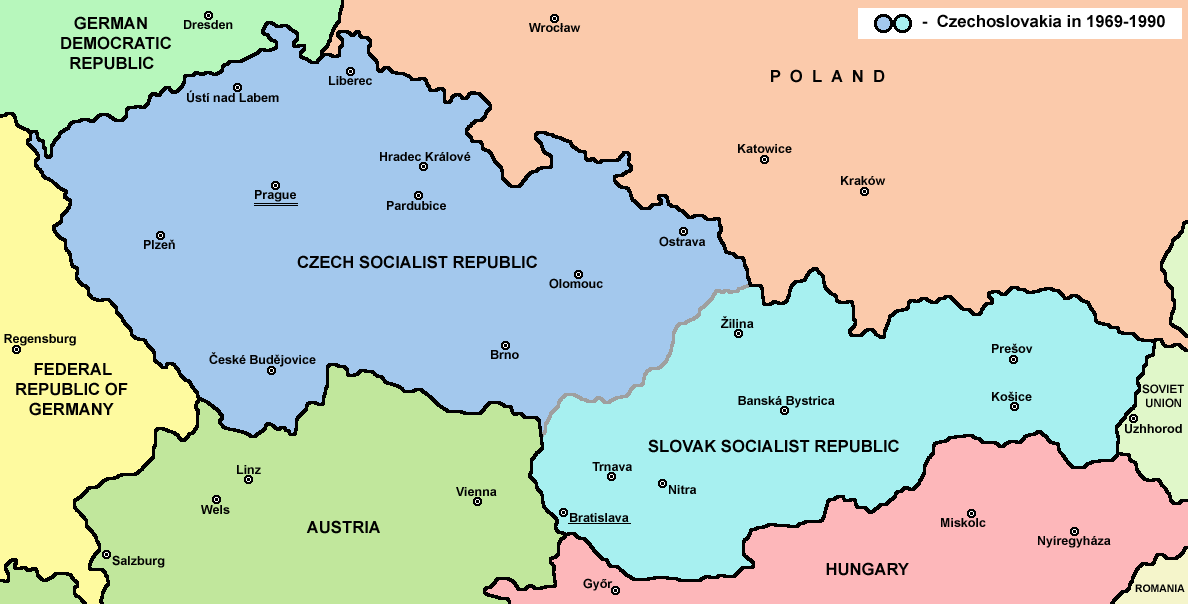
Czechosłowacja w latach 1969–1990

Wojna o myślnik (cz. Pomlčková válka, słow. Pomlčková vojna) – nazwa sporu o nazwę Czechosłowacji, który miał miejsce w marcu i kwietniu 1990 roku.
Po upadku komunizmu w Czechosłowacji, który nastąpił w listopadzie 1989 roku, oficjalną nazwą państwa była Czechosłowacka Republika Socjalistyczna (Československá socialistická republika). 29 marca 1990, podczas obrad czechosłowackiego parlamentu (Zgromadzenia Federalnego), Prezydent Václav Havel zaproponował usunięcie przymiotnika „socjalistyczna” z oficjalnej nazwy państwa i jej zmianę na „Republika Czesko-słowacka”. Doprowadziło to do protestu grupy posłów, niezwykle gorącej wielogodzinnej dyskusji i kontrpropozycji – „Czechosłowacka Republika Federalna”. Zatem już 30 marca 1990 w Zgromadzeniu Federalnym rozpoczęto debatę nad nową nazwą państwa. Przez długi czas przedstawiciele dwóch narodów nie byli w stanie dojść do porozumienia w tej kwestii. Słowacy opowiadali się za Czecho-Słowacką Republiką Federacyjną (myślnik miał podkreślać równorzędność obu republik i narodów). Czechom takie nowatorstwo się nie podobało, jako wydumane i przeczące tradycji, chcieli zatem pozostawienia nazwy Czechosłowacka Republika Federacyjna. Nieco wcześniej, 14 lutego 1990 parlament słowacki zaproponował, by nazwę państwa pisać z łącznikiem – „Republika Czecho-Słowacja” albo „Federacja Czecho-Słowacja” (Republika Česko-Slovensko lub Federácia Česko-Slovensko), czyli identycznie, jak w latach 1918–1920 oraz 1938–1939. Pisanie tej nazwy bez łącznika kojarzyło się Słowakom z centralistycznymi tendencjami w państwie czechosłowackim z lat 1920–1938. Dla Słowaków łącznik miał podkreślać federacyjny charakter państwa. Z kolei Czesi obawiali się, że będzie to symbol rozdzielenia obydwu państw i w tym duchu używali w trakcie debaty na ten temat określenia myślnik, a nie łącznik. W związku z tym nazwa sporu, która się przyjęła w obu językach, jest nieścisła, ponieważ w rzeczywistości była to wojna nie o myślnik („pomlčka”), ale o łącznik („spojovník”).
Ostatecznie, Zgromadzenie Federalne podjęło decyzję, że w języku czeskim nazwę państwa będzie pisało się bez łącznika (Československá federativní republika), natomiast w języku słowackim – z łącznikiem (Česko-slovenská federatívna republika). Rozwiązanie to było nadal uznawane za kontrowersyjne, w związku z czym 20 kwietnia 1990 przyjęto ostatecznie nazwę „Czeska i Słowacka Republika Federalna” (cz. Česká a Slovenská Federativní Republika, sł. Česká a Slovenská Federatívna Republika, skrót ČSFR). Skróconą nazwą państwa była „Czechosłowacja” (Československo) w wersji czeskiej i „Czecho-Słowacja” (Česko-Slovensko) w słowackiej.
Równolegle toczył się spór o to, czy dużą literą powinno się pisać tylko pierwszy wyraz nazwy (co byłoby zgodne z zasadami czeskiej i słowackiej pisowni), czy także drugi (na co nalegali Słowacy). Ostatecznie przyjęto to, że wszystkie wyrazy nazwy państwa będą pisane wielką literą, co było niezgodne z panującymi przepisami ortograficznymi.
Powyższy spór pokazał poważne różnice pomiędzy stosunkiem polityków czeskich i słowackich do wspólnego państwa. Zaowocowało to ostatecznie rozpadem Czechosłowacji i powstaniem z dniem 1 stycznia 1993 roku dwóch oddzielnych państw – Republiki Czeskiej oraz Republiki Słowackiej.